# Droogmansia megalantha
Droogmansia megalantha är en ärtväxtart som först beskrevs av Paul Hermann Wilhelm Taubert, och fick sitt nu gällande namn av De Wild. Droogmansia megalantha ingår i släktet Droogmansia och familjen ärtväxter. Inga underarter finns listade i Catalogue of Life.